# Freshman (Film)
Freshman (Originaltitel: The Freshman) ist eine US-amerikanische Kriminalkomödie aus dem Jahr 1990. Andrew Bergman führte Regie und schrieb das Drehbuch. Die Hauptrollen spielten Marlon Brando und Matthew Broderick.

## Handlung
Clark Kellogg, ein junger Mann aus Vermont, träumt davon, als Regisseur im Filmbusiness ganz groß raus zu kommen und fährt nach New York City, um dort an einer Hochschule Filmkunst zu studieren. Doch er muss bald feststellen, dass in The Big Apple nicht alles so läuft, wie er es gerne hätte.

Schon am Grand Central Terminal wird ihm sein Gepäck und Bargeld von Victor, einem angeblich selbständigen Taxiunternehmer, gestohlen und sein Lehrer, der „Möchtegernregisseur“ Prof. Fleeber droht gleich zu Beginn, ihn durchfallen zu lassen, sollte er sich nicht innerhalb kürzester Zeit sämtliche Lehrbücher kaufen, die dieser geschrieben hat. Diese seien angeblich Pflichtlektüre für zukünftige Filmschaffende.
Einige Tage später trifft er Victor zufällig auf der Straße und verlangt seine Sachen zurück, die dieser aber bereits verscherbelt hat. Der redegewandte Vic’ macht ihm jedoch den Vorschlag, ihn zu seinem Onkel Carmine Sabatini mitzunehmen; der würde ihm sein Geld wiedergeben und ihm vielleicht sogar einen Job anbieten. So fahren sie gemeinsam ins italienische Viertel, wo Onkel Carmine sein Büro im Hinterzimmer eines Cafés aufgeschlagen hat.

Der alte Herr, der eine verblüffende Ähnlichkeit mit Don Corleone aus Der Pate aufweist, aber darauf nicht angesprochen werden will, heißt Clark willkommen und bietet ihm einen lukrativen Job an. Er müsse nur eine Kleinigkeit vom Postamt abholen und zu einem gewissen Larry London bringen. Dies klingt einfach, doch es stellt sich heraus, dass die „Kleinigkeit“ eigentlich ein ausgewachsener Komodo-Waran ist. Nach einigen Schwierigkeiten gelingt es Clark schließlich, die Riesenechse zum exzentrischen Larry London zu bringen, in dessen Haus es von weiteren gefährdeten Tierarten nur so wimmelt.

Im Laufe der Zeit lernt Clark Mr. Sabatini immer besser kennen und es entwickelt sich eine Art Vater-Sohn-Beziehung. Aber es gibt auch einige Ungereimtheiten: Was will Sabatini mit dem Waran, warum laufen auf seinem Grundstück bewaffnete Wachen herum, weshalb wird jeder nervös, wenn der Name Carmine Sabatini fällt, und wieso hängt die echte Mona Lisa im Wohnzimmer des angeblich harmlosen Olivenöl-Importeurs?
Die Antworten auf diese Fragen liefern Clark die beiden Bundesagenten Greenwald und Simpson. Laut ihnen ist Carmine Sabatini ein Gangsterboss mit dem Spitznamen ’Jimmy der Tukan’ und der geheimnisvolle Larry London eigentlich der österreichische Meisterkoch Hans-Kurt Schlegel. Gemeinsam betreiben die beiden einen illegalen Gourmet-Club für Superreiche, denen bei einem alljährlichen großen Dinner gegen horrende Preise exotische und bedrohte Tiere serviert werden, und der Waran soll diesmal der große Hauptgang werden.

Er soll den Agenten nun als Spitzel helfen, die kriminelle Gastronomie-Organisation auffliegen zu lassen. Clark ist hin- und hergerissen, vor allem da sich herausstellt, dass die beiden Agenten abtrünnig sind und vorhaben ihn umzubringen, sobald sie die Eintrittsgelder in Millionenhöhe des diesjährigen Gourmet-Clubs an sich gebracht haben. Außerdem war der alte Sabatini immer gütig zu ihm.
Am Abend des großen Feinschmeckertreffens kommt es zur Konfrontation und während eines Handgemenges wird Carmine Sabatini erschossen. Die Agenten Greenwald und Simpson flüchten mit der Beute, werden aber vom von Clark informierten FBI geschnappt und festgenommen.

Carmine Sabatini hat seinen Tod nur vorgetäuscht und zieht sich mit einem wahren Knalleffekt aus der Welt des organisierten Verbrechens zurück, denn der gesamte Gourmet-Club ist ein einziger großer Schwindel. Den superreichen Gästen wird eigentlich gewöhnlicher Seebarsch oder Hühnchen serviert, und die gefährdeten Tiere werden im neuen, von den Eintrittsgeldern finanzierten, ’Carmine Sabatini-Trakt für gefährdete Arten’ des New Yorker Zoos artgerecht untergebracht.

## Kritiken
- Lexikon des internationalen Films: „Ein augenzwinkerndes Spiel mit Schein und Sein, dessen logische Schwachstellen von der Spielfreude der Darsteller wettgemacht werden.“[1]

- Cinema lobt den Hauptdarsteller der Mafiakomödie: „Brando spielt einfach hinreißend selbstironisch.“[2]

- TV Movie 05/09: „Empfehlenswert. Eine Parodie, die bestens unterhält.“

## Auszeichnungen & Nominierungen
- Penelope Ann Miller gewann im Jahr 1991 den Chicago Film Critics Association Award.

- Der Film wurde 1991 für den Artios-Award der Casting Society of America nominiert.
- Die Deutsche Film- und Medienbewertung FBW in Wiesbaden verlieh dem Film das Prädikat besonders wertvoll.

## DVD-Veröffentlichung
- Freshman / 5. März 2002 / Columbia Tristar Home Entertainment

## Sonstiges
- Marlon Brandos Charakter Carmine Sabatini gleicht dem Paten Don Vito Corleone aufs Haar, sodass Paramount Pictures, die die Rechte an Der Pate haben, den Film als Plagiat bezeichneten.

- Der Film wurde in New York City, in Toronto und in Mississauga (Ontario) gedreht[3] und spielte in den Kinos der USA ca. 21,46 Millionen US-Dollar ein.[4]